# Роостоя
Ро́осто́я (эст. Roostoja), ранее Ро́стоя— деревня в волости Алутагузе уезда Ида-Вирумаа, Эстония.
До административной реформы местных самоуправлений Эстонии 2017 года входила в состав волости Тудулинна (упразднена).

## География и описание
Расположена в 12 км к югу от волостного центра — посёлка Ийзаку, и в 37 км к юго-западу от уездного центра — города Йыхви. Высота над уровнем моря — 57 метров. Через деревню протекает река Раннапунгерья. Северная часть деревни расположена на территории заповедника Мурака.
Климат умеренный. Официальный язык — эстонский. Почтовый индекс — 42209.

## Население
По данным переписи населения 2021 года, в Роостоя насчитывалось 24 жителя, из них 23 (95,8 %) — эстонцы.
По данным переписи населения 2011 года, в деревне проживали 32 человека, из них 30 (93,8 %) — эстонцы.
Численность населения деревни Роостоя по данным переписей населения:
| Год  | 1959 | 1970 | 1979 | 1989 | 2000 | 2011 | 2021 |
| ---- | ---- | ---- | ---- | ---- | ---- | ---- | ---- |
| Чел. | 50   | ↘ 28 | ↗ 51 | ↘ 48 | ↘ 43 | ↘ 32 | ↘ 24 |

## История
В письменных источниках 1796 года упоминается Rostwa (деревня), 1844 года — Rosteoia.
До земельной реформы 1919 года деревня относилась к мызе Тудолин (нем. Tuddolin, Тудулинна, эст. Tudulinna mõis), основанной в начале XIX века.
В 1977 году, в период кампании по укрупнению деревень, c Роостоя была объединена часть деревни Мыйзакюла (эст. Mõisaküla, часть поселения Тудулинна).

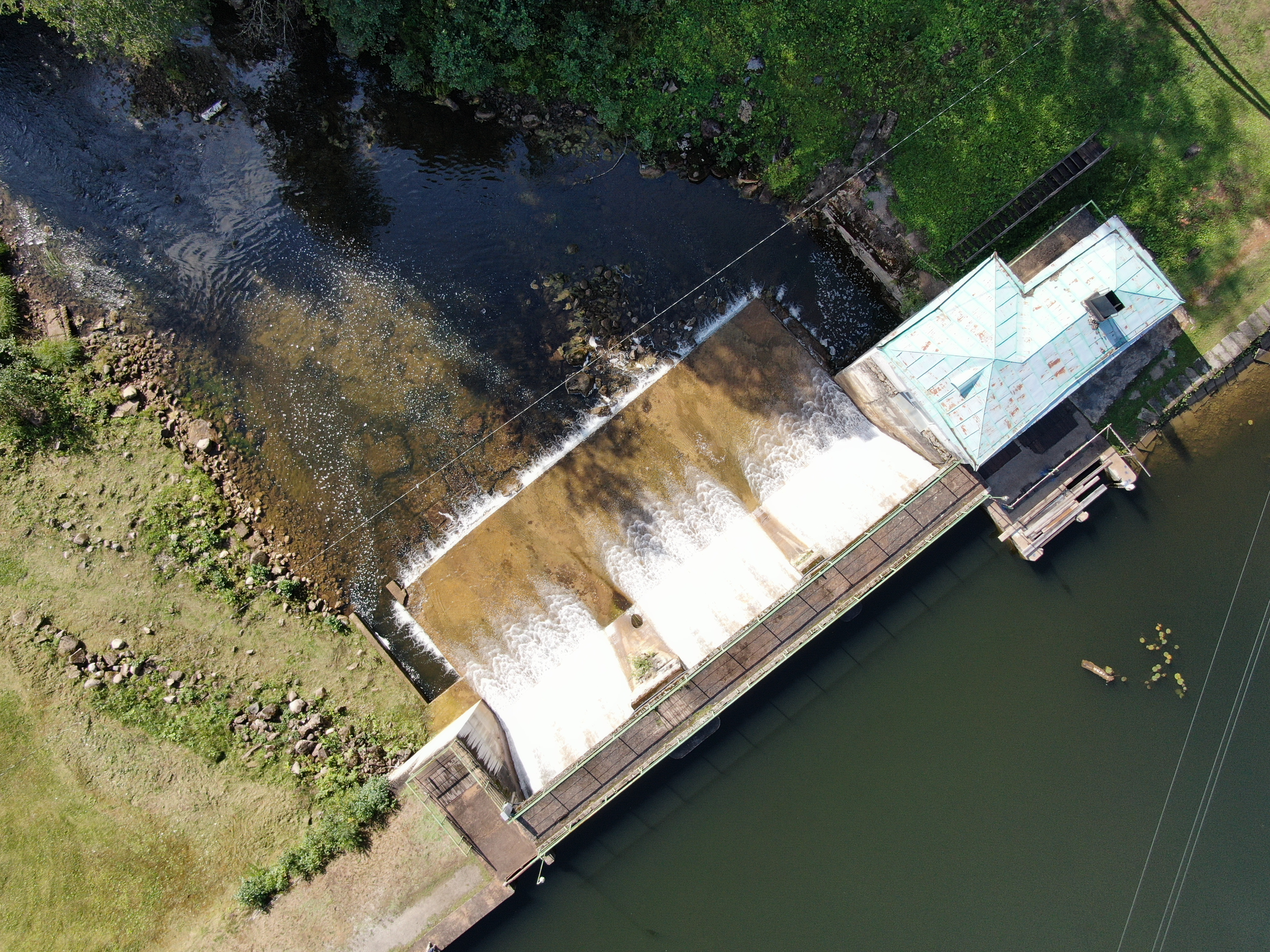
Тудулиннаская гидроэлектростанция

На территории деревни находится Тудулиннаская гидроэлектростанция, . Автором проекта был инженер Эндель Лаансалу (Endel Laansalu), авторы технического проекта — инженеры Л. Тепакс (L. Tepaks) и А. Кыйв (A. Kõiv), электрическую часть и подстанцию спроектировал В. Карк (V. Kark). Все проекты были готовы в  1949 году. Строительство гидроэлектростанции началось в 1949 году и завершилось в 1950 году. Электростанция проработала 10 лет и остановилась в 1960 году. В 1998 году она была приватизирована и отремонтирована, в 1999 году — запущена снова.

Памятник на месте гибели Юты Бондаровской

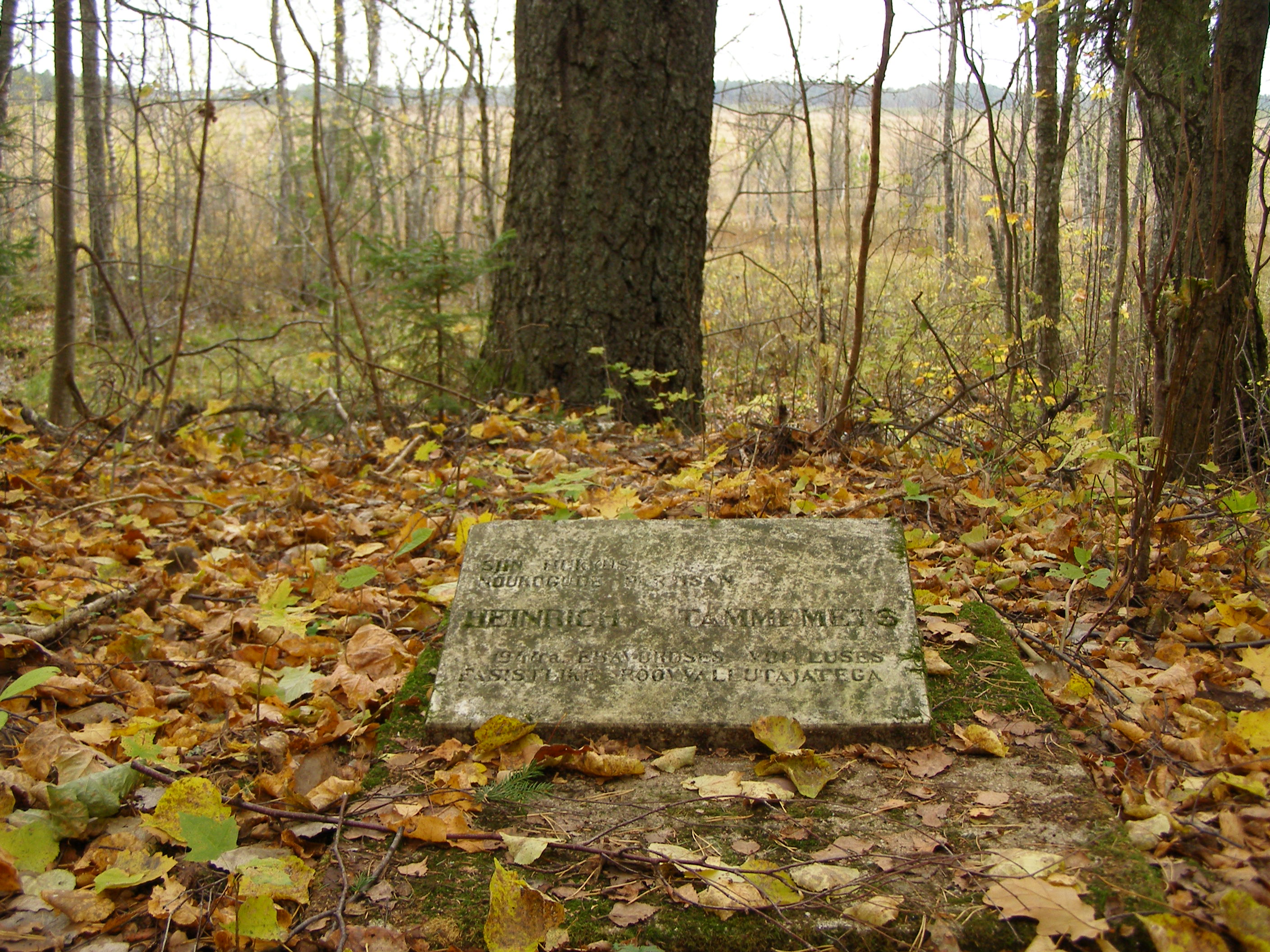
Памятный камень Генриху Таммеметса

В 1967 году на территории деревни (в настоящее время — на частной земле) были установлены:
- памятный камень с надписью на эстонском и русском языках «Здесь 28 февраля 1944 года в бою с фашистами погибла пионерка-партизанка Юта Бондаровская. Вечная память» (могила Юты Бондаровской находится на кладбище Роостоя);
- памятный камень с надписью на эстонском языке «Здесь в 1944 году погиб советский партизан Генрих Таммеметса в неравном бою с фашистскими захватчиками». Это памятник советскому партизану Генриху Таммеметса (Heinrich Tammemetsa) из деревни Вайвара, погибшему при отступлении партизанского отряда из хутора Мяурассааре, уезд Ида-Вирумаа.

В протоколе от 30 ноября 2022 года рабочая группа по советским памятникам при Госканцелярии Эстонии признала оба памятника «красными монументами», подлежащими удалению из общественного пространства (см. Список советских военных памятников Эстонии).

## Происхождение топонима
Деревня получила своё название от реки Роостоя, название которой, в свою очередь, вероятно образовалось в связи с ржавым цветом её воды (с эст. ‘roost-’ — ржавый, ‘оja’ — ручей.